# Isabelle Olivieri
Pour les articles homonymes, voir Olivieri.
Isabelle Olivieri, né le 9 mars 1957 à Montoire-sur-le-Loir et morte le 10 décembre 2016 à Montpellier, est une biologiste française, spécialisée en sciences de l'évolution et plus particulièrement en génétique et en biologie des populations. Elle développe une démarche de modélisation mathématique des processus démographiques et évolutifs, des interprétations évolutives fondées sur la phylogénie moléculaire, la biologie évolutive des invasions, de la conservation de la biodiversité, des cycles de vie, et de la spéciation.

## Formation
- 1979 : stage de DAA (master) à l'INRA d'Antibes
- 1980 : ingénieur agronome de l'Institut national agronomique Paris-Grignon AgroParisTech
- 1980 : thèse au Centre du CSIRO de Montpellier
- 1982 : docteur-ingénieur de l'INAPG
- 1987 : docteur ès sciences de l'université Montpellier-2

## Fonctions occupées
- 1983 : post-doc à l'université Stanford, Californie
- 1984 : chargée de recherches à l'INRA Montpellier
- 1993 : professeur de génétique des populations à l'université de Montpellier-2[1]
- 2004 : vice-présidente de l'European Society for Evolutionary Biology (ESEB)
- 2007 : vice-présidente de la Society for the Study of Evolution (États-Unis) et présidente de l'ESEB

## Distinctions
- 2004 : Prix Descartes-Huygens
- 2007 : Médaille d'argent du CNRS[2]
- 2009 : nommée à l'Institut universitaire de France[3]
- 2012 : Grand Prix de la Société française d’écologie[4]

## Domaines d'étude
- Enseignement : génétique formelle et génétique des populations, biologie théorique, biologie des populations appliquée à la conservation et à la gestion de la biodiversité.
- Recherches : génétique et écologie évolutive des métapopulations, interactions plantes-insectes, contrôle biologique, biologie de la conservation et biodiversité, évolution et conséquences de la dispersion, sélection locale, spéciation.